# Valseca
Valseca – gmina w Hiszpanii, w prowincji Segowia, w Kastylii i León, o powierzchni 23,2 km². W 2011 roku gmina liczyła 297 mieszkańców.